# Slaget ved Sandwich (1460)
Slaget ved Sandwich var en flådetræfning ud for byen Sandwich den 15. januar 1460 under Rosekrigene. I den besejrede Sir John Dynham og jarlen af Warwick, kaptajn i Calais, på Huset Yorks side en flåde på Huset Lancasters side og erobrede flere af dens skibe. Kun få beretninger og detaljer om slaget er bevaret.

## Slag
Edvard, jarl af March og Richard, jarl af Salisbury, var flygtet til den engelske højborg Calais efter deres nederlag i Slaget ved Ludford Bridge.
Sendt forud af Warwick, fandt Sir John Dynham kongens flåde liggende ved Sandwich. Efter at være ankommet ved daggry lancerede Dynham et angreb, mens kongens officerer stadig lå i deres seng. Hans succes var så overvældende, at han "erobrede de vigtigste skibe i Kongens flåde... veludstyret med proviant og artilleri".

## Efterspil
Med overherredømmet over Den Engelske Kanal sikret efter dette slag landede en lille York-hær fra Calais på omkring to tusind mand i Kent  før March og Warwick. Så smart byen Sandwich selv var blevet sikret af hans styrker i juni 1460, landede Warwick dér sammen med March og Salisbury den 26. juni 1460. Efter at have ryddet kanalen for franske pirater (som havde været i stand til at angribe byen takket være det kaos i England, som borgerkrigen havde forårsaget) og efter at have gjort Kents kyst sikker, blev Warwick modtaget i Kent som en helt.
Warwicks hær voksede hurtigt i antal, da den fik tilslutning af mange nye rekrutter, og blev stort set godt støttet på sin vej gennem Canterbury og sandsynligvis Wickhambreaux. De York-hærførerne var forblevet populære i Kent, og de officerer, der var ansvarlige for at beskytte amtet mod dem, sluttede sig endda til oprørerne. Den voksende hær marcherede derefter mod London, hvor den ankom den 2. juli for at blive hilst velkommen af William Hulin, Lord Mayor of London og Thomas Bourchier, ærkebiskop af Canterbury. York-hæren marcherede derefter mod Northampton for at møde Henrik 6. og hans Lancaster-hær, og de to styrker mødtes i Slaget ved Northampton den 10. juli.